# Marginellinae
Marginellinae is een onderfamilie van weekdieren uit de klasse van de Gastropoda (slakken).

## Geslachten
- Alaginella Laseron, 1957
- Austroginella Laseron, 1957
- Balanetta Jousseaume, 1875
- Bullata Jousseaume, 1875
- Caribeginella Espinosa & Ortea, 1998
- Closia Gray, 1857
- Cryptospira Hinds, 1844
- Dentimargo Cossmann, 1899
- Eratoidea Weinkauff, 1879
- Gibbacousteau Espinosa & Ortea, 2013
- Glabella Swainson, 1840
- Hyalina Schumacher, 1817
- Hydroginella Laseron, 1957
- Marginella Lamarck, 1799
- Marigordiella Espinosa & Ortea, 2010
- Mesoginella Laseron, 1957
- Ovaginella Laseron, 1957
- Protoginella Laseron, 1957
- Prunum Herrmannsen, 1852
- Rivomarginella Brandt, 1968
- Serrata Jousseaume, 1875
- Stazzania Sacco, 1890 †
- Volvarina Hinds, 1844